# 馬里亞諾羅克阿隆索
馬里亞諾羅克阿隆索（西班牙語：Mariano Roque Alonso）是巴拉圭的城市，由中央省負責管轄，距離首都亞松森約18公里，始建於1944年，面積122平方公里，海拔高度64米，2008年人口84,949，人口密度每平方公里696人。

## 外部連結
- Portal Digital de la Ciudad de Mariano Roque Alonso （页面存档备份，存于）
- Portal Digital de la Municipalidad Ciudad de Mariano Roque Alonso